# The Ska EP
The Ska EP è un EP della cantante britannica Amy Winehouse, pubblicato nel 2008.

## Descrizione
L'EP è stato pubblicato dalla 2 Soul Records in numerose edizioni in formato 7" a 33 giri con numero di catalogo AMY-1. Il disco è inoltre stato ristampato dal 2011 al 2015 nello stesso formato.

## Tracce

### Lato A
1. Monkey Man
2. Hey Little Rich Girl

### Lato B
1. You're Wondering Now
2. Cupid